# Pfarrkirche St. Ulrich am Johannserberg

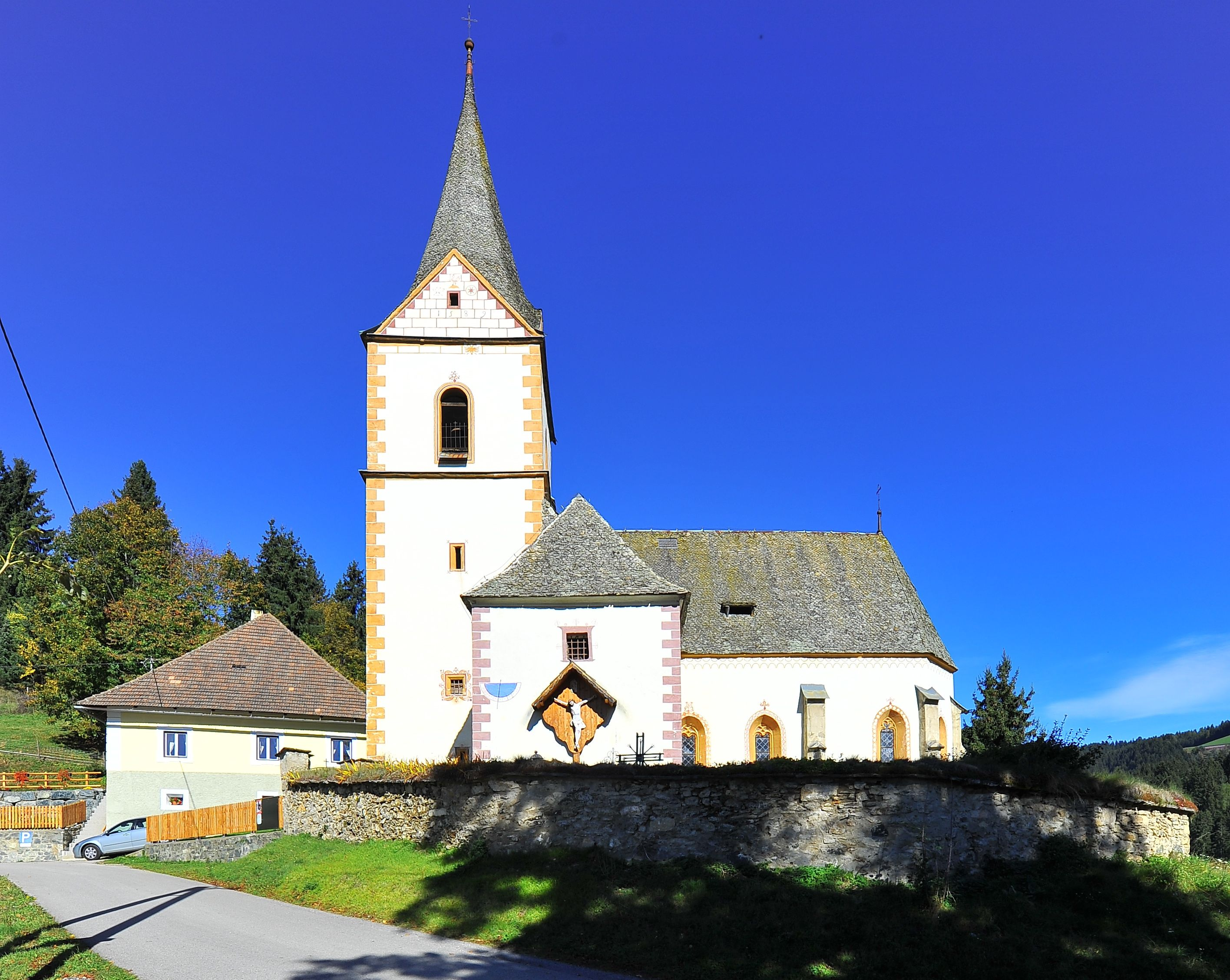
Katholische Pfarrkirche St. Ulrich am Johannserberg in Brückl

Die Pfarrkirche St. Ulrich am Johannserberg steht in der Rotte St. Ulrich am Johannserberg in der Gemeinde Brückl im Bezirk Sankt Veit an der Glan in Kärnten. Die auf den heiligen Ulrich von Augsburg geweihte römisch-katholische Pfarrkirche gehört zum Dekanat St. Veit an der Glan in der Diözese Gurk-Klagenfurt. Die Kirche und der Friedhof stehen unter Denkmalschutz (Listeneintrag).

## Geschichte
Der spätgotische Kirchenbau entstand um 1500.

## Architektur
Das Kirchenäußere zeigt einen mit Steinplattln gedeckten Kirchenbau mit einem massigen Westturm mit einem Spitzhelm und einer Vorhalle und einem Kragsteinportal. Südlich von Chor steht ein neuerer zweigeschoßiger Sakristeianbau. Die Strebepfeiler am Chor sind dreistufig, das mittlere Stück ist übereck gestellt.
Das Kircheninnere zeigt ein Langhaus unter einem Netzrippengewölbe auf halbrunden kapitellosen Vorlagen und einen einjochigen Chor mit einem Fünfachtelschluss unter einem Netzrippengewölbe auf Konsolen, die ornamentalen Schlusssteine nennen im Chor ein Baumeisterzeichen mit 15(0)3. Die dekorativen Gewölbemalereien mit Engeldarstellungen und Rankenmalerei entstanden im Ende des 16. Jahrhunderts.

## Ausstattung
Es gibt zwei barocke Schnitzfiguren. Die Statuen Ulrich, Agnes und Apollonia des ehemaligen neogotischen Hochaltares sowie zwei Tafeln mit Stephanus und Josef befinden sich an der Nord- und Ostwand. Fünf Tafelbilder mit Szenen aus dem Leben Jesu an der Westempore malte Andreas Melchior 1845.